# 東杉原村
東杉原村（ひがしすぎはらむら）は、かつて岐阜県揖斐郡に存在した村。
現在の揖斐郡揖斐川町東杉原（旧・藤橋村の一部）に該当する。
当村発足時は池田郡の村であったが、郡の合併で揖斐郡の村となっている。

## 歴史
- 1889年（明治22年）7月1日 - 町村制施行により、東杉原村が発足。
- 1897年（明治30年）4月1日[2] - 池田郡が大野郡の一部と合併して揖斐郡となる。当村は揖斐郡の村となる。
- 1897年（明治30年）4月1日 - 小津村、日坂村、西津汲村、外津汲村、三倉村、乙原村、樫原村、東津汲村、東横山村、西横山村、鶴見村と合併し久瀬村発足。同日東杉原村は廃止。
- 1922年（大正11年）4月1日 - 久瀬村の一部（東横山、西横山、鶴見、東杉原）が分立し、藤橋村が発足。